# Ciclone Sidr
O ciclone Sidr (designação do JTWC: 06B, também conhecido como tempestade ciclônica muito intensa Sidr) foi o quarto sistema nomeado da temporada de ciclones no Oceano Índico norte de 2007. O sistema formou-se no centro do Golfo de Bengala e rapidamente se fortaleceu, alcançando o pico de intensidade com ventos constantes de 215 (3 minutos sustentados), força equivalente a um furacão de categoria 4 na escala de furacões de Saffir-Simpson. O ciclone atingiu a costa de Bangladesh em 15 de novembro de 2007. Antes da chegada do ciclone, o governo já tinha retirado milhares de pessoas de áreas costeiras e de risco. Entretanto, 3 447 fatalidades foram confirmadas com a passagem do sistema e é esperado que este número cresça.
A organização internacional Save the Children fez uma estimativa que o número de mortos deve estar entre 5 e 10 mil. A Sociedade da Crescente Vermelha disse em 18 de novembro que o número de mortos poderia ser mais de 10 000. Em 19 de novembro, grupos internacionais já tinham gastado mais de $ 25 milhões de dólares americanos para ajudar na reconstrução do país.

## História meteorológica

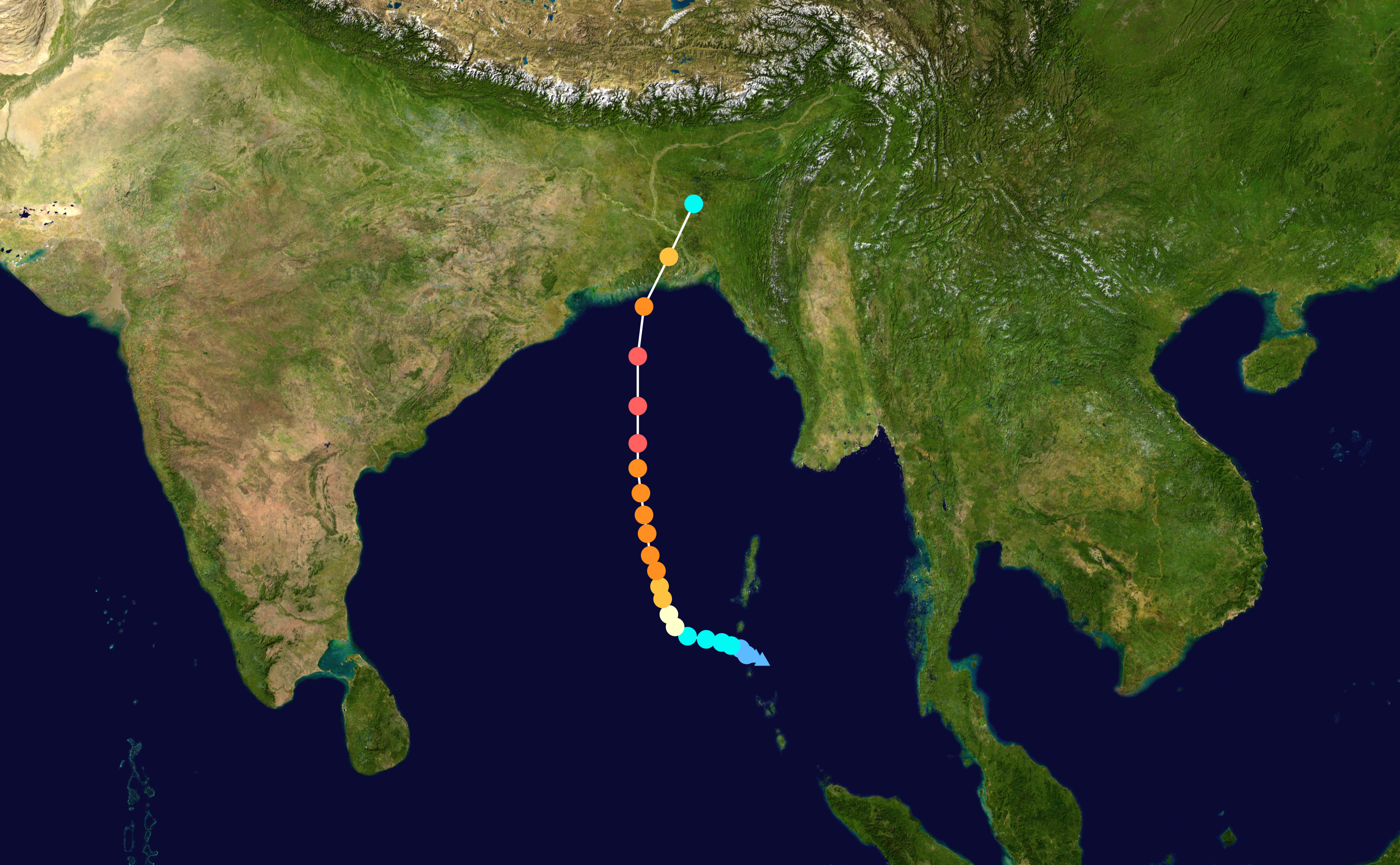
O caminho de Sidr

Em 9 de novembro, uma área de distúrbios meteorológicos formou-se a sudeste das Ilhas Andaman. Este sistema apresentava uma circulação ciclônica de baixos níveis perto das Ilhas Nicobar. Inicialmente, ventos de cisalhamento moderados impediram a organização do sistema. Fortes defluências de correntes de ar ajudaram na formação das áreas de convecção. A circulação ciclônica do sistema ficou mais bem definido assim que os ventos de cisalhamento começaram a cessar. Com isso, um alerta de formação de ciclone tropical (AFCT) foi emitido em 11 de novembro; neste momento, o sistema estava localizado logo ao sul das Ilhas Andaman. Ao mesmo tempo, o Departamento Meteorológico da Índia (DMI) classificou o sistema como sendo a depressão "BOB 09". O Joint Typhoon Warning Center (JTWC) classificou o sistema como o ciclone tropical "06B" depois que estimativas feitas através da Técnica Dvorak indicaram ventos constantes de 65 km/h. Depois, ainda no mesmo dia, o sistema intensificou-se, tornando-se uma depressão profunda assim que o sistema deslocava-se lentamente para noroeste.
O DMI classificou a depressão profunda como sendo a tempestade ciclônica Sidr em 12 de novembro. A partir deste momento, o ciclone começou a intensificar-se rapidamente, tornando uma tempestade ciclônica intensa ainda no mesmo dia e uma tempestade ciclônica muito severa no início da madrugada do dia seguinte.  Na manhã de 15 de novembro, o ciclone atingiu seu pico de intensidade, com ventos constantes máximos por 3 minutos estimados em 215 km/h, de acordo com o DMI, ou com ventos constantes máximos sustentados por 1 minuto estimados em 250 km/h, de acordo com o JTWC. Oficialmente, o ciclone Sidr atingiu a costa de Bangladesh por volta das 17h00 UTC do mesmo dia com ventos constantes de 215 km/h. O ciclone enfraqueceu-se rapidamente sobre terra e o último aviso sobre Sidr foi emitido no começo da madrugada de 16 de novembro. O nome Sidr foi dado por Omã e é um nome árabe para uma árvore do gênero Ziziphus, mais especificamente à espécie Ziziphus spina-christi. Há outra versão para o nome, que pode significar 'buraco' ou 'olho' em língua sinhala.
En análises pós-tempestade, o Joint Typhoon Warning Center (JTWC) elevou os ventos máximos sustentados para 260 km/h, fazendo de Sidr um ciclone equivalente a um furacão de categoria 5 na escala de furacões de Saffir-Simpson.

## Preparativos
Assim que o ciclone se fortaleceu para um sistema equivalente a um furacão de categoria 4 em 15 de novembro. milhares de pessoas preparadas para agir em situação de emergência foram postos em estado de alerta no leste da Índia e em Bangladesh em preparativo à chegada da tempestade. Começaram massivas evacuações de áreas baixas ou costeiras. Mais de 2 milhões de pessoas em Bangladesh recorreram a abrigos emergenciais. O Departamento Meteorológico da Índia (DMI) emitiu um alerta de ciclône para Orissa e para Bengala Ocidental em 14 de novembro. Em Bangladesh, um gabinete para assuntos de emergência decidiu cancelar a folga semanal dos funcionários públicos para que os mesmos se juntassem ao processo de evacuação. Mais de 40 000 voluntários da Cruz Vermelha começaram a alertar aos residentes de 15 províncias potencialmente afetadas sobre a chegada do ciclone e também recomendaram aos mesmos a procurarem abrigos. Os portos principais de Bangladesh foram fechados.

## Impactos

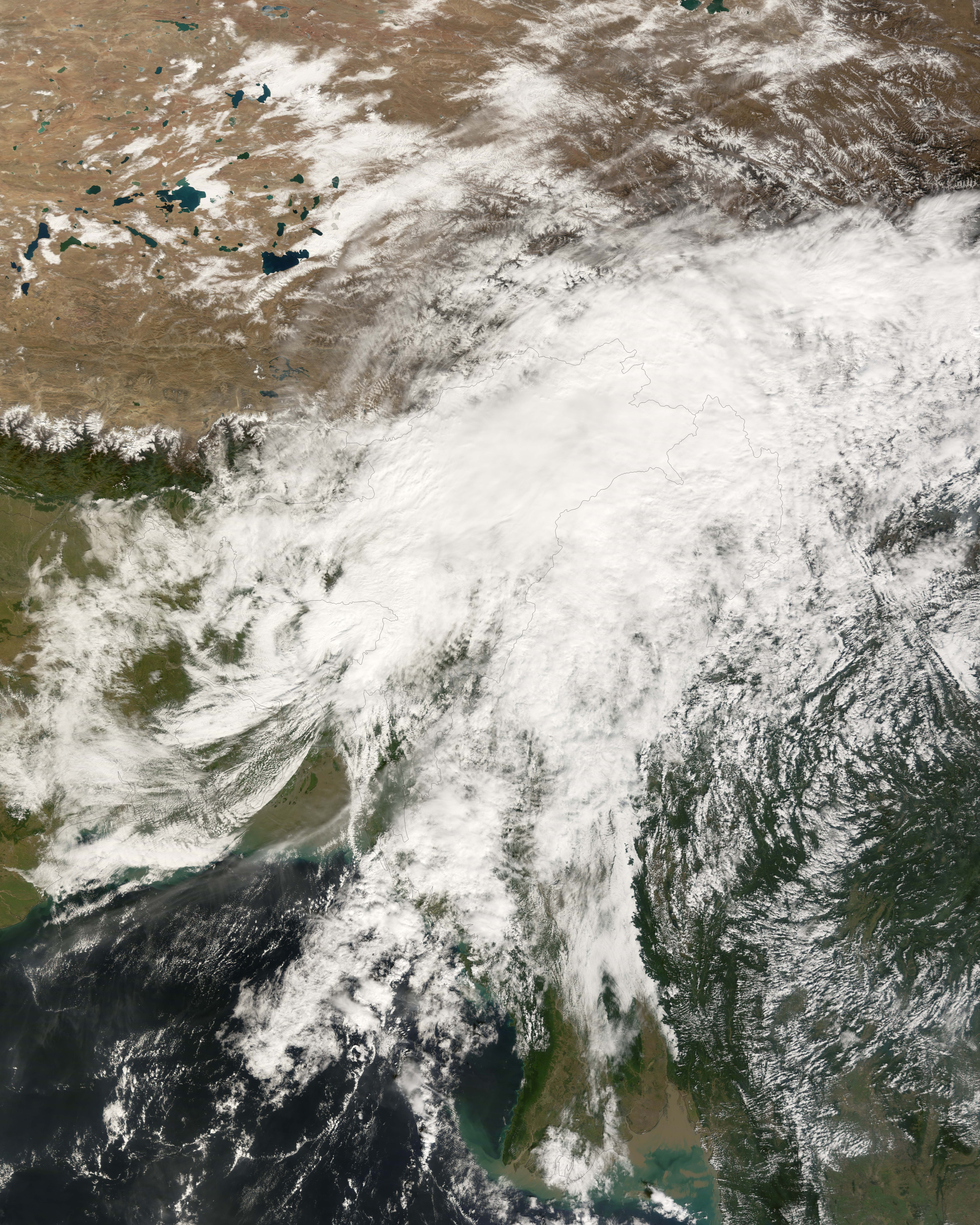
Os remanescentes do ciclone Sidr.

Os distritos costeiros de Bangladesh foram os primeiros a receber chuvas torrenciais do ciclone. A capital, Daca, e outras partes de Bangladesh experimentaram chuvas e ventos fortes. Os danos totais chegaram perto dos $450 milhões de dólares americanos.
As ondas chegavam a mais de 3 metros de altura nas áreas costeiras do norte de Chennai e no sul de Tâmil Nadu, na Índia, gerando pânico nas comunidades pesqueiras.
Os danos em Bangladesh foram generalizados, incluindo danos em barracões, casas, escolas e árvores. Algumas autoridades locais disseram que os danos foram piores que o ciclone de 1991. As cidades de Patuakhali, Barguna e Distrito de Jhalokati foram atingidos duramente pela maré de tempestade que chegou mais de 5 metros de altura. Cerca de um quarto da maior área de mangue do mundo, a floresta de Sundarbans, foi danificada. Pesquisadores disseram que a floresta irá se recuperar dos estragos do ciclone em 40 anos. A capital de Banglaseh, Daca, também foi severamente afetada; serviços de eletricidade e de água potável foram cortados e foram registrados danos significativos devido aos ventos fortes e a enchente severa. A indústria da agricultura também foi devastada; muitas áreas de cultivo de arroz que iriam ser colhidas em Dezembro foram perdidas. No mínimo 3.447 fatalidades foram confirmadas. O local que mais foi duramente atingido foi Barguna, onde 423 pessoas morreram de acordo com as autoridades locais. Patuakhali também foi duramente atingido; lá, 385 pessoas morreram. A maioria das mortes foi devido a aos ventos fortes. 13 das mortes foram devido à barcos que viraram com as ondas fortes no Distrito de Faridpur, em Bangladesh. O líder da Crescente Vermelha em Bangladesh esperava que o número de mortes subisse para mais de 10 000. Mais de 3 000 pescadores estão desaparecidos em mais de 500 barcos.

## Resposta ao desastre

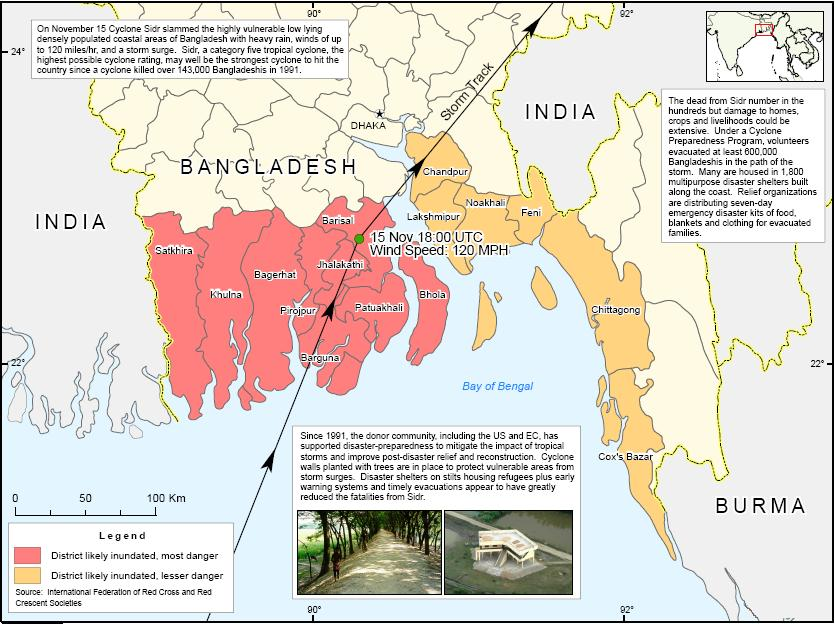
Mapa mostrando os distritos afetados e a resposta ao desastre.

O ciclone Sidr atingiu as áreas baixas mais vulneráveis com densidade populacional alta da costa de Bangladesh com chuvas torrenciais e ventos que passavam dos 190 km/h. A área também foi afetada por uma forte maré de tempestade. É provável que Sidr seja o ciclone mais forte a afetar o país desde o ciclone de Orissa em 1991, que matou mais de 143 000 pessoas. Embora Sidr tenha matado menos pessoas que o ciclone de 1991, os danos foram semelhantes. Sob um Programa de Preparativo à Chegada de Ciclones, voluntários retiraram mais de 600 000 pessoas do caminho da tempestade. O desastre poderia ser muito maior se o governo de Bangladesh não estivesse preparado para a chegada da tempestade. Após o ciclone de 1991, muitas coisas foram feitas, como a construção de abrigos para propósitos múltiplos e a permanente junta de voluntários no país.
Desde 1991, outros países colaboraram para a melhoria na infraestrutura de Bangladesh, incluindo os preparativos à chegada de ciclones. Árvores foram plantadas para que as áreas sujeitas à maré de tempestade não sejam habitadas. Todos estes preparativos ajudaram a salvar muitas vidas na passagem de Sidr.

## Após a tempestade

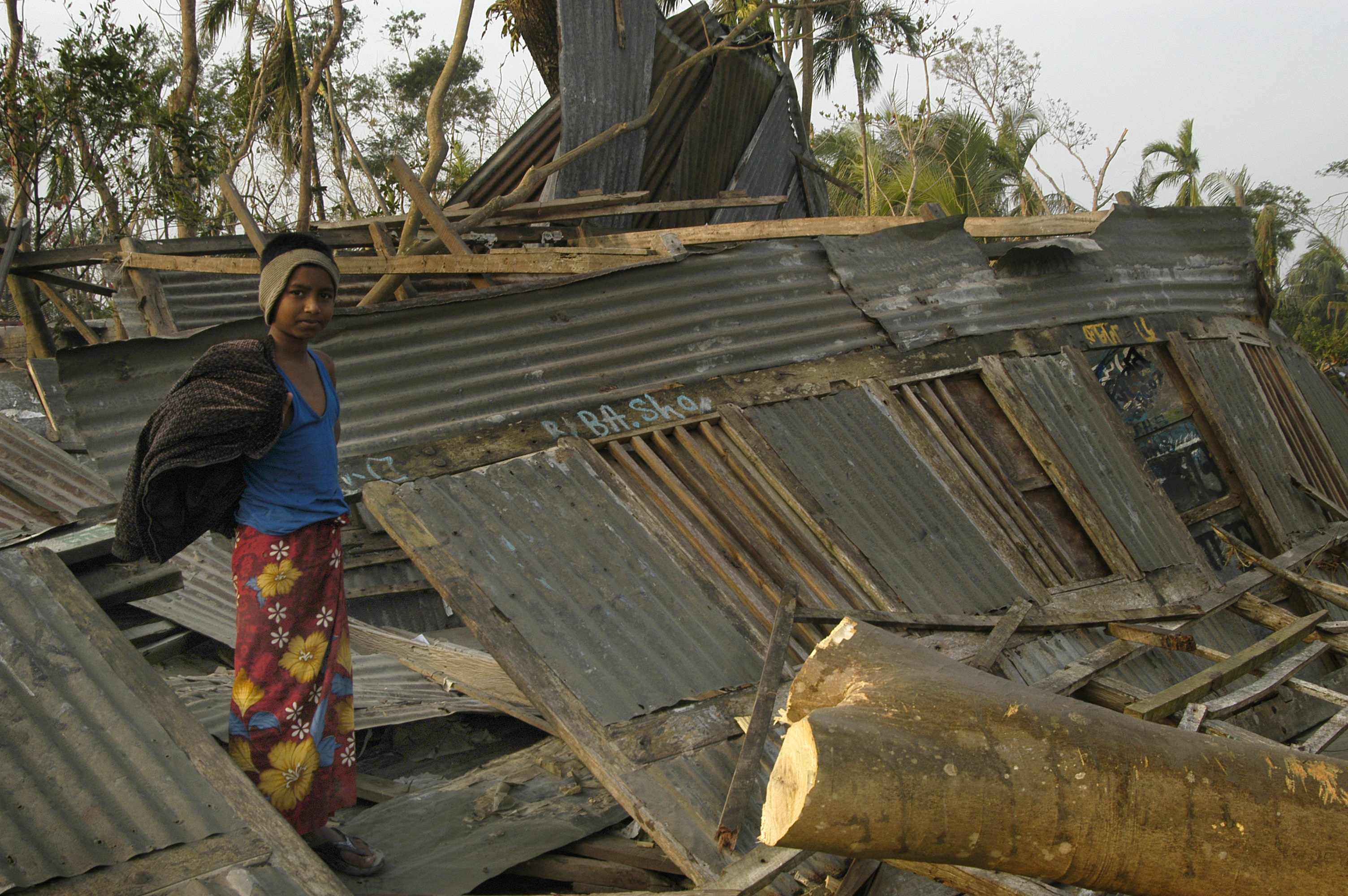
Uma criança em Sarankhola, Bangladesh, sobre sua casa demolida pelo ciclone.

Depois da tempestade, cinco navios da Marinha de Bangladesh saíram imediatamente para levar alimentos, medicamentos e suprimentos de emergência para as áreas mais atingidas. A Arábia Saudita doou $ 100 milhões de dólares americanos para ajudar nos esforços de emergência; o país foi o que mais contribuiu nos esforços de ajuda em Bangladesh. A Comissão Europeia também ajudou com 1,5 milhões de euros. Os Estados Unidos, através da Agência Norte-Americana para o Desenvolvimento Internacional, comprometeu-se em doar mais de $ 14,4 milhões de dólares em ajuda, sendo que $ 10 milhões do total seriam em alimentos através da Agência Norte-Americana de Alimentos para o programa de Paz. A Marinha dos Estados Unidos também disponibilizou mais de 3 500 marinheiros em três navios também para ajudar nos esforços de ajuda.
Outras agências também agiram rapidamente para providenciar ajuda, A World Vision disponibilizou voluntários para construir casas provisórias para mais de 20 000 desabrigados. A Cruz Vermelha também teve bastante presença. A Sociedade da Cruz Vermelha em Bangladesh inicialmente pediu $ 400 milhões de Takas à comunidade internacional.
As pessoas das áreas afetadas pelo ciclone estão tendo severos problemas de saúde assim que doenças como diarreia, devido à interrupção do fornecimento de água potável. A chegada de Sidr no Bangladesh só piorou a situação do país, que já vinha sofrendo com enchentes severas anteriormente.